# Bursellia paghi
Bursellia paghi là một loài nhện trong họ Linyphiidae.
Loài này thuộc chi Bursellia. Bursellia paghi được Rudy Jocqué & Scharff miêu tả năm 1986.